# Чентро Пјана (Козенца)
Чентро Пјана је насеље у Италији у округу Козенца, региону Калабрија.
Према процени из 2011. у насељу је живело 302 становника. Насеље се налази на надморској висини од 71 м.